# كينيث بولدينج
كينيث إوارت بولدينج (بالإنجليزية: Kenneth Ewart Boulding)‏ (18 يناير 1910 - 18 مارس 1993) كان اقتصادي أمريكي المولد، مرب، ناشط سلام، وفيلسوف متعدد التخصصات. نشر أكثر من 36 كتابًا وأكثر من 112 مقالة. كان بولدينغ مؤلفًا لكلاسيكيات الاقتباس الكلاسيكية. «الصورة: المعرفة في الحياة والمجتمع (1956)» و«النزاع والدفاع: نظرية عامة (1962)». كان مؤسسًا مشاركًا لنظرية النظم العامة ومؤسسًا للعديد من المشاريع الفكرية الجارية في الاقتصاد والعلوم الاجتماعية.
كان بولدينج متزوجًا من عالمة الاجتماع إليز إم. بولدينج.

## السيرة الشخصية

### سنوات النشأة
وُلد بولدينج في مدينة ليفربول الإنجليزية، وكان الابن الوحيد لويليام بولدينج وإليزابيث آن بولدينج. كان والد بولدينج يعمل في مهنة تركيب أنانيب الغاز وكان أيضًا واعظًا دينيًا غير متخصص في كنيسة ويسليان الميثودية، بينما كانت والدته ربة منزل. أطلق الأب ويليام اسمَ إوارت -كاسم أوسط- على ابنه كينيث تيمنًا بويليام إوارت جلادستون، الذي كان الأب معجبًا به إلى حد بعيد. في فترة مراهقته، أصبح كينيث مهتمًا بالسلامية، وانضم إلى جمعية الأصدقاء الدينية.
بعد حصوله على منحة من مدرسة ليفربول الجامعية والتحاقه بها، حصل بولدينج، في عام 1929، على منحة لدراسة الكيمياء في كلية نيو كوليدج في جامعة أكسفورد. وسرعان ما تحول إلى دراسة الفلسفة والاقتصاد والسياسة. تتلمذ بولدينج على يد كل من مدرسي الاقتصاد هنري فيليس براون، وموريس ألين (من مواليد عام 1908 وتوفي في 1988) الذي أصبح في أواخر ستينيات القرن العشرين مديرًا لبنك إنجلترا. حصل بولدينج على مرتبة الشرف في الاقتصاد عام 1931. كتب بولدينج في عامه الاخير في الجامعة بحث «مكان مفهوم «تكلفة الاستبدال» في النظرية الاقتصادية» الذي قُبل في صحيفة ذا إيكونوميك جورنال الدورية الأكاديمية ونُشر فيها مع تعليقات مستفيضة من محررها جون ماينارد كينيز.
أمضى بولدينج عامًا إضافيًا في جامعة أكسفورد بهدف القيام بأبحاث الدراسات العليا، وذلك بعد حصوله على منحة جامعية صغيرة، وأصدر بعد انتهاء عامه هذا أطروحة حول تحركات رؤوس الأموال. حصل بولدينج، بعد أن رُفض طلبه بالحصول على منحة زمالة كلية كنيسة المسيح في جامعة أكسفورد في عام 1932، على منحة زمالة الكومنوولث من جامعة شيكاغو. تعرف بولدينج في طريقه إلى شيكاغو «بشكل جيد» على جوزيف شومبيتر.
واصل بولدينج، خلال فترة زمالته بين عامي 1932 و 1934، دراساته الاقتصادية في جامعتي شيكاغو وهارفرد. رفض بولدينج اقتراح جاكوب وينر بإكمال دراساته العليا والحصول على درجة الدكتوراه، إذ قام بدلًا من ذلك، بحضور دروس كل من هنري شولتز وفرانك نايت، وكتب بعضًا من المقالات الخاصة به. في شيكاغو، أصبح بولدينج صديقًا مقربًا من طالب الدراسات العليا ألبرت جيلورد هارت.
درس بولدينج إلى جانب جوزيف شومبيتر إلى أن أُصيب بولدينج بمرض الاسترواح الصدري، وقضى، بعد شفائه من المرض، الأشهر الستة الأخيرة من زمالة كومنولث في شيكاغو، وكتب فيها عدة مقالات عن نظرية رأس المال. نُشرت اثنتين من هذه المقالات، «تطبيق نظرية التغير السكاني البحتة على تظرية رأس المال» و «نظرية الاستثمار الفردي»، في المجلة الفصلية لعلوم الاقتصاد في عامي 1934 و 1935، وكانتا موضوعًا لتأملات فرانك نايت في العام اللاحق. عاد بولدينج إلى المملكة المتحدة وبقي فيها لمدة ثلاثة سنوات، وعاد بعدها إلى الولايات المتحدة وبقي فيها حتى وفاته. حصل بولدينج على الجنسية الأمريكية عام 1948.

## روابط خارجية
- كينيث بولدينج على موقع إن إن دي بي (الإنجليزية)